# جين دوفال
جين دوفال (بالفرنسية: Jeanne Duval)‏ (و. 1820 – 1862 م) هي ممثلة، وراقصة، من فرنسا، ولدت في جاكميل، توفيت في باريس، عن عمر يناهز 42 عاماً بسبب زهري.